# Линдеманн, Мэгги
Маргарет Элизабет «Мэгги» Линдеманн (род. 21 июля 1998) — американская певица и автор песен.

## Биография
Родилась в Далласе, штат Техас, в немецко-шотландской семье, 21 июля 1998 года. Увлекшись пением, стала публиковать свои записи в приложении Keek для социальных сетей, набрав подписчиков в других соцсетях. Начала музыкальную карьеру после того, как её менеджер Джеральд Теннисон обнаружил видео, на котором она поет, на своей странице в Instagram. Переехала в Лос-Анджелес, чтобы заниматься профессионально музыкой.

## Карьера
Дебютный сингл Линдеманн «Knocking On Your Heart» был выпущен в сентябре 2015 года, и принёс певице 20-е место в альтернативном чарте iTunes в течение 24 часов после выпуска. Второй сингл «Couple Of Kids» был выпущен 30 октября 2015 года, а третий «Things», вышедший 29 января 2016 года, принёс ей ещё один успешный хит в топ-25 чарта iTunes Alternative Chart в течение дня после выпуска. Песня «Things» также вошла в топ- 50 мирового чарта Spotify Viral 50 и в топ-5 «вирусного» чарта Канады. Официальный видеоклип на её сингл «Things» был выпущен на её канале YouTube 5 февраля 2016 г.
29 сентября 2016 года Линдеманн запустила сингл «Pretty Girl», её первый сингл с момента подписания контракта с 300 Entertainment. Песня заняла 4-е место в чарте Next Big Sound и 26-е место в чарте Spotify Viral 50. 

Линдеманн сказала, что написала песню, чтобы 
«показать людям, что девушки — это нечто большее, чем просто красавицы… люди должны перейти от их внешнего вида к чему-то более глубокому». 
Линдеманн фигурировала в сингле The Vamps «Personal», выпущенном 13 октября 2017 года, а 17 ноября 2017 года выпустила новый сингл «Obsess». 26 октября 2018 года анонсировала сингл «Human», а 16 ноября 2018 года — сингл «Will I».
Выпущенный 24 апреля 2019 года сингл «Friends Go» был позже переиздан, включив в исполнители Трэвиса Баркера. В 2020 году певица выпустила четыре сингла; «Knife Under My Pillow», «Gaslight!», «Scissorhands» и «Loner».

## Дискография

### Студийные альбомы
| Название    | Информация                                                                                            |
| ----------- | --- |
| Suckerpunch | - Релиз: 16 сентября 2022 - Лейбл: swixxzaudio - Формат: CD • Цифровая дистрибуция • Винил • Стриминг |

### Мини-альбомы
| Название  | Информация |
| --------- | --- |
| Paranoia  | - Релиз: 22 января 2021 - Лейбл: swixxzaudio - Формат: CD • Цифровая дистрибуция • Винил • Стриминг • Аудиокассета   |
| Headsplit | - Ожидается: 8 марта 2024 - Лейбл: swixxzaudio - Формат: CD • Цифровая дистрибуция • Винил • Стриминг • Аудиокассета |

### Концертные альбомы
| Название                                        | Информация                                                  |
| ----------------------------------------------- | ----------------------------------------------------------- |
| Maggie Lindemann Live In Los Angeles – Paranoia | - Релиз: 8 апреля 2022 - Лейбл: swixxzaudio - Формат: Винил |

## Синглы
| Год  | Название                                | Альбом      |
| ---- | --------------------------------------- | ----------- |
| 2015 | «Knocking on Your Heart»                | без альбома |
| 2015 | «Couple of Kids»                        | без альбома |
| 2016 | «Things»                                | без альбома |
| 2016 | «Pretty Girl»                           | без альбома |
| 2017 | «Obsessed»                              | без альбома |
| 2018 | «Human»                                 | без альбома |
| 2018 | «Would I»                               | без альбома |
| 2019 | «Friends Go» (соло или с Travis Barker) | без альбома |
| 2020 | «Knife Under My Pillow»                 | Paranoia    |
| 2020 | «Gaslight» (feat. Siiickbrain)          | Paranoia    |
| 2020 | «Scissorhands»                          | Paranoia    |
| 2020 | «Loner»                                 | Paranoia    |
| 2021 | «Love Songs»                            | Paranoia    |
| 2021 | «Different»                             | Paranoia    |
| 2021 | «She Knows It»                          | Suckerpunch |
| 2022 | «Break Me!» (with Siiickbrain)          | Suckerpunch |
| 2022 | «You're Not Special»                    | Suckerpunch |
| 2022 | «Cages»                                 | Suckerpunch |
| 2024 | «Hostage»                               | Headsplit   |

### Промосинглы
| Год  | Название                                           | Альбом      |
| ---- | -------------------------------------------------- | ----------- |
| 2022 | «How Could You Do This To Me?» (with Kellin Quinn) | Suckerpunch |
| 2022 | «Self Sabotage»                                    | Suckerpunch |
| 2023 | «Deprecating» (feat. Siiickbrain)                  | Headsplit   |

### Как приглашённый артист
| Год  | Название                                             | Альбом                    |
| ---- | ---------------------------------------------------- | ------------------------- |
| 2017 | «Personal» (The Vamps featuring Maggie Lindemann)    | Night & Day (Day Edition) |
| 2020 | «Moon & Stars» (Snot featuring Maggie Lindemann)     | - Tragedy +               |
| 2021 | «OhMami» (Chase Atlantic featuring Maggie Lindemann) | без альбома               |
| 2022 | «Debbie Downer» (LØLØ featuring Maggie Lindemann)    | без альбома               |

## Фильмография
| Год  | Название       | Роль          | Прим.  |
| ---- | -------------- | ------------- | ------ |
| 2021 | Downfalls High | Тиффани Линди | [ 18 ] |